# 皮奥伊州帕图斯
皮奥伊州帕图斯（葡萄牙語：Patos do Piauí）是巴西皮奥伊州的一个市镇。总面积723.273平方公里，总人口6239人，人口密度8.6人/平方公里。